# هنری سی‌بوهم

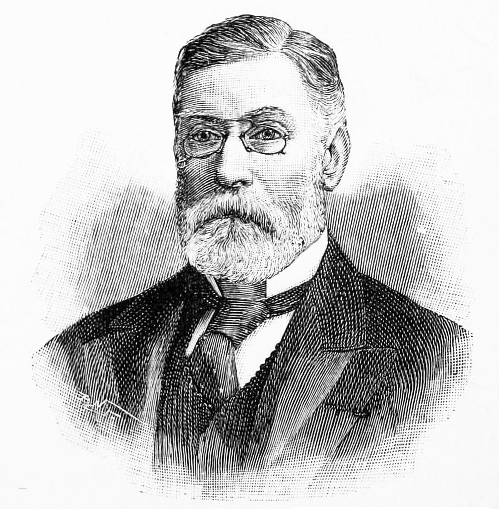

هنری سی‌بوهم (به انگلیسی: Henry Seebohm)، (زاده ۱۲ ژوئیه ۱۸۳۲ –درگذشته ۲۶ نوامبر ۱۸۹۵)تولید کنندهٔ فولاد، پرنده‌شناس و تخم‌شناس آماتور و جهانگرد اهل انگلیس بود.
هنری مسن‌ترین پسر بنجامین سی‌بوهم (۱۸۷۱–۱۷۹۸)، تاجر پشم در هورتون گرنجِ برادفورد بود. خانوادهٔ آن‌ها از شهر برادفورد در آلمان به انگلستان مهاجرت کرده بودند. مادر هنری استر ویلر (۱۸۶۴–۱۷۹۸) نوهٔ ویلیام توک بود. سی‌بوهم‌ها در انجمن دوستان فعال بودند و هنری در جامعه در یورک آموزش دید. او ابتدا در یک خواربارفروشی به عنوان دستیار کار می‌کرد اما به شفیلد رفت و در آنجا تبدیل به تولید کنندهٔ فولاد شد. او در تاریخ ۱۹ ژانویه ۱۸۵۹ با ماریا، دختر جرج جان هیلی که یک تاجر در منچستر بود، ازدواج کرد.
هنری در مدرسه به تاریخ طبیعی علاقه‌مند شد و به مطالعه در مورد پرندگان در اوقات فراغت و سفرهایش ادامه داد. او بسیار سفر کرد و کشورهای یونان، منطقه اسکاندیناوی، ترکیه و آفریقای جنوبی را دید. سفرهای اکتشافی او به رود ینی‌سئی در سیبری در دو تا از کتاب‌هایش سیبری در اروپا (۱۸۸۰) و سیبری در آسیا (۱۸۸۲) توصیف شده‌است، که در کتاب پرندگان سیبری که پس از مرگش در سال ۱۹۰۱ منتشر شد، ترکیب شده بود.
او یکی از نخستین پرنده‌شناسان اروپایی بود که سیستم سه‌گانه آمریکایی طبقه‌بندی زیرگونه‌ها را پذیرفت.
بقیه کتاب‌های چاپ شده سی‌بوهم عبارتند از:
- تاریخ پرندگان بریتانیا (۱۸۸۳)
- پراکندگی جغرافیایی خانواده سَلیمان (۱۸۸۷)
- پرندگان امپراتوری ژاپن (۱۸۹۰)
- تک‌نگاشتی دربارهٔ توکایان (در سال ۱۹۰۲ توسط ریچارد بودلر شارپ تکمیل شد)

سی‌بوهم مجموعه پوست پرندگان خود را به موزه بریتانیا واگذار کرد. آن مجموعه که در سال ۱۸۹۶ واگذار شد شامل تقریباً ۱۷٬۰۰۰ نمونه بود.

## برای مطالعهٔ بیشتر
- Seebohm, Henry; Sharpe, R. Bowdler (1896). Coloured figures of the eggs of British birds. Sheffield: Pawson and Brailsford. pp. v–xiv. The book was edited and published by RB Sharpe after Seebohm's death. Sharpe included a biography of Seebohm entitled Memoir at the beginning of the volume.